# Wesley Clark
Wesley Kanne Clark, Sr., född 23 december 1944 i Chicago i Illinois, är en amerikansk pensionerad fyrstjärnig general som var Natos SACEUR samt militärbefälhavare för United States European Command från 1997 till 2000. Han var den som ledde Natos bombkampanj mot Jugoslavien under den senare delen av Kosovokriget, 1998–1999.

## Biografi
Han tog 1966 examen från United States Military Academy och utsågs därefter till Rhodesstipendiat, vilket gav honom möjlighet att studera i Storbritannien på Oxfords universitet. I Oxford studerande han vid Magdalen College där han 1968 tog en masterexamen i filosofi, ekonomi och politik. Därefter genom gick han grundutbildning som pansarofficer vid Fort Knox, följt av Ranger School vid Fort Benning.
Clark skickades 1969 till Vietnamkriget ingående i 1st Infantry Division och det dröjde inte länge innan han befunnit sig i strid och därför tilldelades Combat Infantryman Badge. I februari 1970 sköts han i benet av en FNL-soldat med en AK-47, men Clark ledde en motoffensiv som tryckte tillbaka dessa och Clark erhöll därefter en Silver Star Medal för hjältemod. 
Från 1971 till 1974 var han lärare i samhällsvetenskap vid United States Military Academy. 1974 tog han en masterexamen vid United States Army Command and General Staff College i Fort Leavenworth. 1975 utsågs Clark till White House Fellow och kom då att arbeta vid Office of Management and Budget.
Clark utsåg 1989 till brigadgeneral och kom under de nästa två åren att leda National Training Center vid Fort Irwin i Kalifornien, följt av stabsbefattning vid United States Army Training and Doctrine Command vid Fort Monroe i Virginia. Han befordrades till generalmajor under slutet av 1992 och fick därefter befälet över 1st Cavalry Division med högkvarter på Fort Hood i Texas. Clark befordrades till generallöjtnant 1994 och kom därefter att tjänstgöra som chef för strategi- och planeringsavdelningen (J-5) vid Joint Staff i Pentagon. 1996 utsågs han till fyrstjärning general och befälhavare för United States Southern Command, följt ett år senare av utnämning till SACEUR och befälhavare för United States European Command. 
USA:s försvarsminister William Cohen och försvarschefen Hugh Shelton var båda missnöjda med Clarks insatser på Balkan under Kosovokriget och verkade för att något förlängt förordnande inte kom till stånd.

### Politiska ambitioner
Clark blev medlem av Demokratiska partiet inför presidentvalet i USA 2004. Han kandiderade sedan i demokraternas primärval men drog tillbaka sin kandidatur den 11 februari 2004, sedan han förlorat mot John Kerry. Två dagar senare gav han Kerry sitt stöd inför 2004 års presidentval.
Clark omnämndes som möjlig kandidat i 2008 års presidentval för Demokratiska partiet innan han förklarade sitt stöd för Hillary Clintons kandidatur. Innan dess rankades han som en av de främsta bland Demokratiska partiets kandidater enligt en del internet-omröstningar.